# Lluís López del Castillo
Lluís López del Castillo (l'Hospitalet de Llobregat, 17 d'agost de 1938 – ?, 13 de juny de 2018) fou un lingüista i pedagog català. Llicenciat en filologia romànica, fou professor de didàctica de la llengua a la Universitat Autònoma de Barcelona i membre de l'Assessoria de Didàctica del Català. Entre les seves obres destaquen Llengua estàndard i nivells de llenguatge (1976), el Gran diccionari 62 de la llengua catalana (2000), la Gramàtica del català actual. Sintaxi i morfologia (1999, amb una segona edició revisada el 2001) o el Diccionari de formació de paraules (2002). Fou traductor, en especial d'obres de temàtica religiosa i generalment a partir del francès, per a l'editorial Estela.
També elaborà un manual per a infants per a l'aprenentatge del català, Faristol, llenguatge i gramàtica, il·lustrat per Pilar Bayés i de Luna, i promogut per Josep Tremoleda (Edigraf, 1969).